# Другорядні мінерали
Другордні мінерали (рос. второстепенные минералы, англ. auxiliary minerals; нім. akzessorische Minerale n pl) — мінерали, які відіграють другорядну роль у складі гірських порід.